# Christophe Lartige
Christophe Lartige est un photojournaliste français autodidacte.

## Carrière
Passionné par le monde du spectacle, il fait partie d'une troupe de jazz vocal et de théâtre pendant une dizaine d'années. 
À la recherche d'une profession liée à ce domaine, il découvre et se passionne pour la photographie via un photographe venu faire un sujet sur la troupe.
Il commence par travailler pour un journal local, La République de Seine-et-Marne, tout en se faisant accréditer à des spectacles et finit, de rencontres en rencontres, par se retrouver, en 1993, dans les locaux de l'agence Sipa Press. 
De soirées en plateaux TV, on lui confie des studios et autres rendez-vous photographiques avec des personnalités de différents horizons.
Fin 2003, il crée sa propre agence, CL2P (Christophe Lartige Picture of People), spécialisée dans la production et la diffusion de photographies de rendez-vous, studios ou close-up de personnalités de tous horizons.
Il illustre, fin 2006, de ses photos les textes de Stéphane Basset pour un livre intitulé : "Dans le bureau de..." qui fait découvrir les bureaux de 40 personnalités.
CL2P diffuse aujourd'hui vers la presse écrite des reportages d'autres photographes que son créateur et en people et en illustration générale.
En 2019, il a réalisé une campagne de financement participatif sur la plateforme KissKissBankBank pour monter une exposition grands tirages sur Les beautés de proximité, une série de photo qui sensibilise à la protection des fleurs.